# Chr. Pedersen
Christen Pedersen Ebbe (født 20. januar 1833 i Frejlev, død 23. juni 1917 samme sted) var en dansk lærer og politiker. Han sad i Folketinget fra 1869 til 1879.
Chr. Pedersen blev født i Frejlev på Østlolland i 1833 som søn af gårdfæster Peder Rasmussen Ebbe. Han var også døbt  Ebbe, men brugte ikke det navn.
Han var tjenestekarl 1850-1855 og så soldat i Slesvig til 1857, først som stillingsmand før han blev udnævnt til underkorporal. Han læste til lærer på Lyngby Seminarium på Djursland 1857-1859. Efter sin skolelærereksamen var han lærer i Strandby i Toreby Sogn på Lolland 1859-1879 og derefter i Nørre Vedby på Falster til 1890'erne. Efter sin afsked som lærer flyttede han tilbage til Frejlev.
Chr. Pedersen vandt ved folketingsvalget 1869 over Fr. Barfod i Sakskøbingkredsen og blev genvalgt ved de næste valg i 1872, 1873 1876, men blev besejret ved folketingsvalget i 1879 af Julius Stürup fra Højre. Pedersen tilhørte sig Det Forenede Venstre i Folketinget og var en af Folketingets sekretærer 1870-1876.